# Aphrodita armifera
Aphrodita armifera är en ringmaskart som beskrevs av Moore 1910. Aphrodita armifera ingår i släktet Aphrodita och familjen Aphroditidae. Inga underarter finns listade i Catalogue of Life.